# Пайтывис
Пайтывис (устар. Пай-Ты-Вис) — река в Шурышкарском районе Ямало-Ненецкого АО. Устье находится менее чем в 1 км по левому берегу реки Правая Пайера. Длина реки 15 км.

## Данные водного реестра
По данным государственного водного реестра России относится к Нижнеобскому бассейновому округу, водохозяйственный участок реки — Обь от впадения реки Северная Сосьва до города Салехард, речной подбассейн реки — бассейны притоков Оби ниже впадения Северной Сосьвы. Речной бассейн реки — (Нижняя) Обь от впадения Иртыша.